# Supercoppa Sammarinese 2012
La Supercoppa Sammarinese 2012 è stato la 27ª edizione di tale competizione, ma la 1ª disputata con questa denominazione e a due squadre invece che quattro. Vi hanno preso parte la vincitrice del Campionato Sammarinese 2011-2012 e quella della Coppa Titano 2011-2012, e si è concluso con la vittoria di La Fiorita, al suo quarto titolo.

## Tabellino
| Arbitro: | Avoni |

|  |           |                    |
|  | Marcatori | 86’ (rig.) Mottola |